# Neobisium breuili
Espèce
Synonymes
- Obisium breuili Bolivar, 1924

Neobisium breuili est une espèce de pseudoscorpions de la famille des Neobisiidae.

## Distribution
Cette espèce est endémique d'Espagne. Elle se rencontre en Navarre à Lekunberri dans les grottes Cuevas de Martinchurito et à Larraun dans la grotte Cueva de Putxerri et au Pays basque à Amezketa dans la grotte Cueva de Marizulo.

## Description
Les mâles mesurent de 4,6 à 5 mm.

## Systématique et taxinomie
Cette espèce a été décrite sous le protonyme Obisium breuili par Bolivar en 1924. Elle est placée dans le genre Neobisium par Beier en 1932.

## Étymologie
Cette espèce est nommée en l'honneur d'Henri Breuil.

## Publication originale
- Bolivar, 1924 : Estudios sobre Obisium (Pseudosc.) cavernícolas de la región Vasca. Boletin de la Real Sociedad Española de Historia Natural, vol. 24, p. 101-104 (texte intégral).